# Alessandro Cortini
Alessandro Cortini (ur. 24 maja 1976 w Bolonii) – włoski muzyk, znany jako członek Nine Inch Nails, How to Destroy Angels i Modwheelmood. Współpracował między innymi z zespołem Ladytron, Jovanottim, Pusciferem, realizował też solowe projekty pod pseudonimami SONOIO (lub sonoio) i blindoldfreak oraz pod własnym nazwiskiem. W swojej twórczości używa syntezatorów, w tym zbudowanego przez siebie (we współpracy z firmą Make Noise) modelu Strega.
Jako pierwszy Włoch został wprowadzony do Rock and Roll Hall of Fame (2020, jako członek Nine Inch Nails).

## Życiorys i twórczość

### Początki
Alessandro Cortini urodził się 24 maja 1976 roku w Bolonii, a wychowywał w Forlì. Dorastał w środowisku wypełnionym muzyką. Matka słuchała płyt, ojciec grał na gitarze, a dziadek był miłośnikiem muzyki klasycznej. Pod wpływem ojca zainteresował się grą na gitarze. Instrument ten pozostał głównym przedmiotem jego zainteresowań, dopóki nie rozpoczął studiów w Musicians Institute w Los Angeles. Tam zainteresował się syntezatorami dostrzegając w nich większe możliwości twórcze.

(…) zdałem sobie sprawę, że gitara była dla mnie jednym z elementów kompozytorskiego ekosystemu i powoli zacząłem dostrzegać cały obraz, z naciskiem na syntezatory. O wiele łatwiej było wzbudzić zainteresowanie i kreatywność za pomocą pokręteł i suwaków, wirtualnych lub nie, niż strun gitary, w moim przypadku.

W tajniki syntezatorów i samplerów wprowadził go przyjaciel, Franco Naddei.

### Kariera artystyczna
W 1998 roku uczestniczył jako gitarzysta w nagrywaniu albumu Tanity Tikaram The Cappuccino Songs.
Pod koniec lat 90. założył zespół elektroniczny modwheelmood. Po ukończeniu studiów w latach 2001–2002 udzielał się jako gitarzysta koncertowy zespołu The Mayfield Four. W 2005 roku dołączył do zespołu Nine Inch Nails podczas jego tras koncertowych: Live: With Teeth (2005), Performance (2007 i Lights in the Sky Over North/South America (2008). Pod koniec 2008 roku opuścił zespół, aby pracować nad swoimi solowymi projektami: blindoldfreak i Sonoio. Rezultatem pierwszego projektu było pięć EP-ek: ? (2003), Enemies & Immigrants (2006) i trzyczęściowy Pearls to Pigs, wydany w 2007 i 2008 roku, a potem jako łączna kompilacja w 2009 roku. Pod szyldem Sonoio wydał albumy Blue (2010) i Red (2011). W międzyczasie, w 2009 roku odbył krótką trasę koncertową z angielskim zespołem rockowym Muse jako tymczasowy zastępca basisty zespołu, Morgana Nichollsa. Był także producentem albumów Velocifero i Gravity the Seducer zespołu Ladytron. W 2010 roku dołączył do składu koncertowego zespołu How to Destroy Angels.
W lutym 2013 roku Trent Reznor ogłosił, że odbudowuje Nine Inch Nails w niemal nowym składzie, z basistą Erikiem Averym, gitarzystą Adrianem Belewem, klawiszowcem Joshem Eustisem, perkusistą Ilanem Rubinem i byłym członkiem, Alessandro Cortinim jako klawiszowcem. W tym samym roku Cortini rozpoczął wydawanie serii albumów sygnowanych własnym nazwiskiem, prezentując na nich swoje umiejętności w zakresie syntezatorów analogowych i modularnych. W 2014 roku zadebiutował w wytwórni Hospital Productions, wydając album Sonno, do realizacji którego wykorzystał tylko jeden instrument, monofoniczny syntezator/sekwencer Roland MC-202. Do nagrania wydanego przez tę wytwórnię rok później albumu Risveglio dodał drugi instrument, Roland TB-303. Oba te syntezatory były intensywnie wykorzystywane w muzyce tanecznej w latach 80. i 90., zwłaszcza TB-303, tworzący niepowtarzalny, zgrzytliwy dźwięk basu, który zdefiniował brzmienie acid house.
Obok późniejszych, solowych albumów, takich jak Volume Massimo (2019) i Scuro Chiaro (2021) wydał albumy będące owocem jego współpracy z Merzbow, Lawrence’em Englishem i Danielem Averym. 
Kiedy w 2020 roku zespół Nine Inch Nails został wprowadzony do Rock and Roll Hall of Fame w Cleveland, Cortini, jako członek zespołu, został pierwszym Włochem, który został tam wprowadzony.
W 2021 roku zbudował we współpracy z firmą Make Noise syntezator, który nazwał Strega. Wykorzystał go nagrywając album Scuro Chiaro.
W październiku 2024 roku wydał nakładem wytwórni Mute Records album Nati Infiniti, który pierwotnie zadebiutował jako instalacja audio, zamówiona przez organizatorów festiwalu Sónar Lisboa w 2022 roku, przebiegająca przez cztery piętra Fábrica da Moagem, nieużywanego młyna zbożowego, należącego do Museu de Lisboa. Na podstawie instalacji powstał 40-minutowy utwór, zmiksowany i zmasterowany przez Martę Salogni. Audiowizualne wykonanie Nati Infiniti zostało zaprezentowane na berlińskim festiwalu Atonal, a następnie w serii improwizowanych koncertów na żywo w Ameryce Północnej i Europie.
21 stycznia 2025 roku zapowiedział swój udział w 14. edycji Rewire Festival – festiwalu muzyki elektronicznej w Hadze, organizowanym w dniach 3–6 kwietnia.

## Charakterystyka twórczości
Cortini dzięki swoim umiejętnościom prezentowanym w solowe nagraniach realizowanych na syntezatorach modularnych sprawił, że instrumenty te wydają się atrakcyjne i przystępne. Kompozycje Cortiniego są stonowane, oszczędne i powtarzalne, ale też melodyjne – wykorzystują ostre, cykliczne melodie, które czasami przypominają partytury filmowe Johna Carpentera z wczesnych lat 80. lub twórczość Boards of Canada.

## Dyskografia

### Albumy solowe

#### Alessandro Cortini
Na podstawie strony artysty w AllMusic:
- Forse 1 (2013)
- Forse 2 (2013)
- Sonno (2014)
- Forse 3 (2015)
- Risveglio (2015)
- Alessandro Cortini & Merzbow (2017)
- Immediate Horizon (2017)
- Volume Massimo (2019)
- Illusion of Time (2020)
- Tom Clancy's Ghost Recon Breakpoint
- Scuro Chiaro (2021)
- Emosfere (2024)
- Nati Infiniti (2024)

#### Blindoldfreak
Na podstawie strony artysty w Discogs:
- Modular Brain (2009)

#### Sonoio
Na podstawie strony artysty w Discogs:
- Blue (2010)
- Non – Blue (2010)
- Sonoio Blue Demos (2011)
- Red (2011)
- Sonoio Red Demos (2011)
- Non Red (2011)
- Fine (2018)

### Współpraca z innymi wykonawcami

#### Modwheelmood
Na podstawie strony zespołu w Discogs:
- Things Will Change (2007)
- Pearls To Pigs (2009)

#### Nine Inch Nails
Na podstawie strony artysty w AllMusic:
- Only (2005)
- Ghosts I–IV (2008)
- The Slip (2008)
- Hesitation Marks (2013)

#### Pozostali
Na podstawie strony artysty w AllMusic:
- The Cappuccino Songs (1998, z Tanitą Tikaram
- V is for Vagina (2007, z Pusciferem)
- Safari (2008, z Jovanottim)
- Velocifero (2008, z Ladytronem)
- Bionic (2010, z Christiną Aguilerą)
- Best of 00-10 (2011, z Ladytronem)
- Birdy (2011, z Birdy)
- Conditions of My Parole (2011, z Pusciferem)
- Gravity the Seducer (2011, z Ladytronem)
- Hurry Up, We're Dreaming (2011, z M83)
- The 2nd Law (2012, z Muse)
- Big Black Delta (2013, z Big Black Delta)
- Crystal World, 2013, z Marnie)
- The Future's Void (2014, z EMA)
- The Apache Relay (2014, z The Apache Relay)
- Drones (2015, z Muse)
- Sparked: Modular Remix Project (2016, z Wranglerem)
- Alessandro Cortini & Merzbow (2017, z Merzbow)
- Immediate Horizon (2018, z Lawrence’em Englishem)
- Tropic Thunder [Original Motion Picture Score] (2008 z Theodore’em Shapiro)
- Northern Lights [BT Remix] (2018, z Death Cab for Cutie)
- Enter Exit (2020, z Danielem Averym)
- Illusion of Time (2020, z Danielem Averym)
- Tom Clancy's Ghost Recon Breakpoint (2020, z  Norm Block i Alainem Johannesem)
- Baresi (2021, z Danielem Averym)
- Existential Reckoning: Re-Wired (2023, z Pusciferem)